# Universidade de Prizren
A Universidade de Prizren (em Albanês: Universiteti i Prizrenit) é um centro de ensino público localizado em Prizren, Kosovo. Foi fundada em 2006, oferece bacharelados e mestrados em em oito campus. As disciplinas acadêmicas na universidade são Administração e Negócios, Gestão Internacional, Software, Tecnologia da Informação, Direito e Língua alemã. 